# Панель инструментов

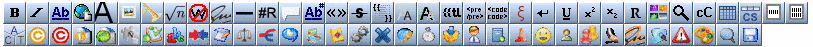
Панель инструментов Википедии с кнопками в 2 ряда

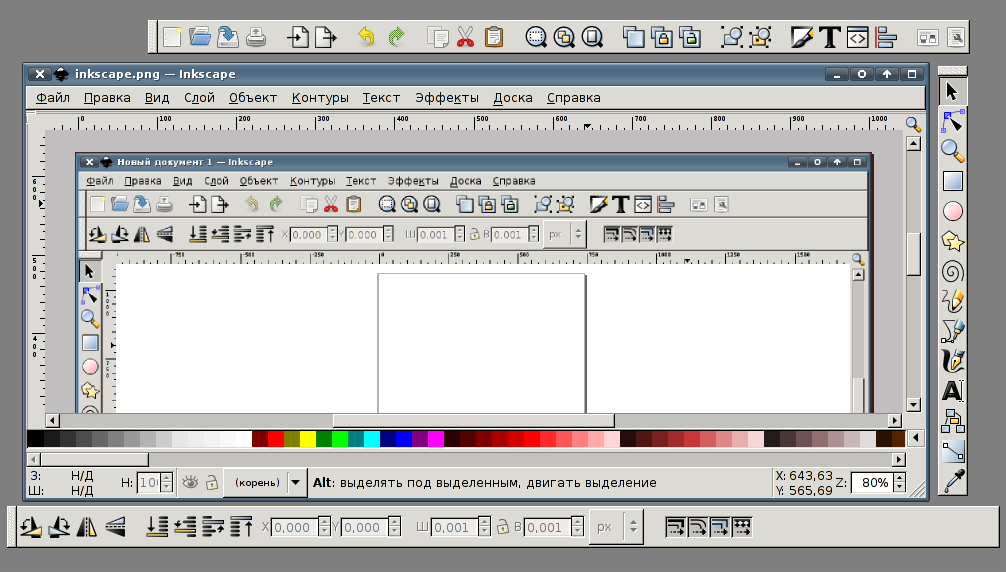
Отсоединяемые панели Inkscape. Внутри показан Inkscape с неотсоединёнными панелями.

Панель инструментов (англ. toolbar) — элемент графического интерфейса пользователя, предназначенный для размещения на нём нескольких других элементов.
Обычно представляет собой горизонтальный или вертикальный прямоугольник, в котором могут быть относительно постоянно размещены такие элементы, как:
- кнопка
- меню
- поле с текстом (англ. caption) или изображением (в том числе динамическое — например, часы)
- выпадающий список

Обычно это элементы, вызывающие часто используемые функции, также доступные из меню окна (которое тоже может находиться на панели).
Функции элементов могут обозначаться значками и/или текстом.
Если элементы не умещаются на панели, то могут быть добавлены кнопки прокрутки, или меню с этими элементами.
В некоторых программах, например, в графических редакторах, панели инструментов можно для удобства отсоединять от окон, присоединять обратно, к другим окнам, и друг к другу. При отсоединении, панели инструментов превращаются в плавающие окна.

Панель «Форматирование» в OpenOffice.org Writer
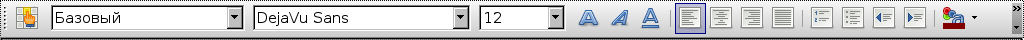
только значки
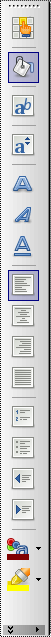
только значки, повёрнута вертикально
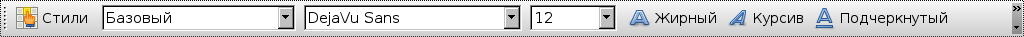
значки и текст
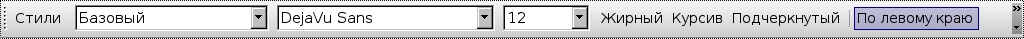
только текст

## Панели в средах рабочего стола

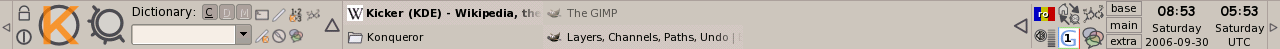
Kicker — панель среды KDE (перенастроена).

Используются также панели, являющиеся отдельными окнами. Обычно они входят в стандартный набор программ среды рабочего стола, и не считаются панелями инструментов, не будучи привязаны к конкретному приложению и располагаясь вдоль одной или нескольких границ рабочего стола. Часто называются «панелями» (англ. panel) или, когда расположены не по всей длине экрана, «доками» (англ. dock).
На такой панели обычно располагаются такие элементы, как:
| Описание | Названия                                                                                          |
| --- | ------------------------------------------------------------------------------------------------- |
| Динамически изменяющийся набор кнопок, представляющих открытые на рабочем столе окна. Предоставляет набор функций, сходный с меню окна, обычно доступным через его заголовок, например: свернуть, развернуть, свернуть в заголовок, скрыть, показать, переместить на другое рабочее пространство | - список окон (англ. window list) - список задач (англ. task list) - панель задач (англ. taskbar) |
| Выпадающее меню, представляющее собой список открытых окон. Требует меньше места, и потому может быть удобнее предыдущего элемента при большом количестве окон. | - переключатель окон (англ. window selector)                                                      |
| | - область уведомления (англ. notification area) - системный лоток (англ. system tray)             |
| Кнопки и меню для запуска программ, вызова функций завершения работы графической среды или всей системы, заставки и т. п. |                                                                                                   |
| Текст или картинка, показывающая текущее время и дату. |                                                                                                   |